# Maják Kinnaird Head
Maják Kinnaird Head je maják na mysu Kinnaird Head severozápadně od malého skotského města Fraserburgh v hrabství Aberdeenshire. V roce 1971 byl maják zapsán na seznam skotského kulturního dědictví v nejvyšší kategorii A. Maják je součástí Muzea skotských majáků (Museum of Scottish Lighthouses).

## Historie
Mys Kinnaird Head je pravděpodobně již od 13. století místem, kde stával hrad, který postavili Fraserové z Philorthu. Dne 6. března 1570 byla na tomto místě zahájena stavba hradu Tower House Kinnaird. V roce 1786 získala Tower House společnost Northern Lighthouse Board (NLB), který vlastnil lord Saltoun. Maják Kinnaird Head byl postaven na základech věže podle návrhu Thomase Smithe a byl uveden do provozu 1. prosince 1787. Tím se maják Kinnaird Head stal prvním majákem společnosti NLB. Maják se sedmnácti parabolickými reflektory uspořádanými ve třech horizontálních řadách s lampami na velrybí tuk, měl v době výstavby nejvyšší svítivost. Jeho dosvit byl 12–14 nm (19–23 km). Světelný zdroj byl umístěn ve věži v lucerně 37 m n. m. Prvním strážcem majáku byl James Park, který dostával šilink za noc a ve funkci vydržel téměř deset let.
V roce 1824 byl zeť Thomase Smithe Robert Stevenson, inženýr NLB, pověřen renovací majáku Kinnaird Head. V rámci přestavby byl přepracován interiér věže, instalována nová lucerna a vybudováno ubytování pro strážce majáku. V roce 1851 instaloval Alan Stevenson dioptrický systém, Fresnelovu čočku prvního řádu. V roce 1853 byly postaveny obytné domy pro strážce majáku podle návrhů bratrů Davida a Thomase Stevensonových. V roce 1906 David Alan Stevenson zlepšil světelný zdroj, instaloval žárovku s blikajícím bílým světlem. Hyperradiální Fresnelova čočka vydávala jeden záblesk každých patnáct sekund a byla viditelná na vzdálenost 25–27 nm. Čočku navrhl David a jeho bratr Charles Alexander Stevenson a vyrobila ji firma Chance Brothers. Pouze devět skotských světel mělo hyperradiální čočky, Hyskeir a Kinnaird Head jsou jediné majáky, které si je dodnes zachovaly. Od roku 1903 byl v provozu nautofon, který vydával sedmivteřinový tón každých devadesát sekund. Provoz nautofonu byl ukončen v roce 1987 a je součástí muzea majáků. V roce 1929 byla věž vybavena prvním skotským radiomajákem. Přestože se Fraserburgh stal během druhé světové války kvůli své muniční továrně terčem několika náletů, maják válku přežil v podstatě bez úhony. Pouze dvě bomby, které vybuchly ve vzdálenosti asi 50 yardů způsobily menší škody.
Maják Kinnaird Head byl vyřazen z provozu v roce 1991, kdy byl jeho blízkosti uveden do provozu nový maják. Vyřazený maják byl přeměněn na muzeum a otevřen návštěvníkům jako Muzeum skotských majáků. V muzeu se nachází jedna z největších sbírek Fresnelových čoček a vybavení majáků.

## Popis
Maják je kamenná věž postavena na základech čtyřboké věže s lucernou umístěnou v rohu věže. Bílá věž je vysoká dvacet dva metry. Černá lucerna se zdrojem světla a hyperradiální Fresnelovou čočkou je ve výšce 37 m n. m.
V letech 1787–1991 byla majitelem majáku byla společnost BLN, do roku 1991 ji vlastní Museum of Scottish Lighthouses.